# 卡塔知娜·尤科斯卡-克瓦爾斯卡
卡塔知娜·愛沃娜·尤科斯卡-克瓦爾斯卡（波蘭語：Katarzyna Iwona Jurkowska-Kowalska，1992年2月18日—），出生於波蘭克拉科夫，是一名女性波蘭竞技体操運動員。

## 生涯
至2017年止，尤科斯卡-克瓦爾斯卡曾六度代表波蘭參加世界競技體操錦標賽，分別為2007年、2009年、2010年、2014及2015年。2016年，她獲得了參加2016年夏季奧運的資格。她最大的國際成就是2013年莫斯科歐洲竞技体操錦標賽中，在平衡木項目上獲得第五名，在伯爾尼的2016年歐洲錦標賽上獲得第八名。她還在體操世界盃中獲得多項獎牌。

## 外部連結
- https://thegymter.net/katarzyna-jurkowska/ （页面存档备份，存于）
- http://www.gettyimages.com/pictures/katarzyna-jurkowska-kowalska-14696331#katarzyna-jurkowskakowalska-of-poland-competes-on-the-balance-beam-picture-id587143646
- http://www.zimbio.com/photos/Katarzyna+Jurkowska-+Kowalska/Gymnastics+Artistic+Olympics+Day+2/XAZS8Re-cVt
- https://www.youtube.com/watch?v=2FduHtILGJ8